# Alqueries àrabs de Santa Maria del Camí
Les alqueries àrabs de Santa Maria del Camí són les unitats territorials d'època anterior a la conquesta de 1229 que han perviscut a través de la documentació dels segles xiii i XIV, que ens ha aportat informació sobre aquests indrets i els seus noms precatalans.

## Els topònims àrabs a Santa Maria del Camí
- Calua: Son Agulla i Son Oliver.
- Beniacaz: A Coanegra (prop de Son Berenguer).
- Benicuaroz: A Coanegra (prop de Son Torrella).
- Nalzas: Son Verdera.
- Abrahim Alfalux: Son Torrelleta i part de Son Torrella.
- Rafal Cabàs: Es Cabàs.
- Abdamalah: Part de s'Arboçar cap a Alaró.
- Abdah: Part de s'Arboçar cap al camí d'Inca.
- Mauïa: La Cavalleria (àrea del nucli de població actual).
- Albiar: Terrades, Son Barca i Son Llaüt.
- Arroengat: Buc i Es Torrent Fals.
- Xarafi: Son Mascaró (Santa Eugènia).
- Beniporrex: Ses Alqueries.(Santa Eugènia).
- Benibahari: Santa Eugènia.[1]